# Whinny Hill
Whinny Hill im Norden der englischen Grafschaft Northumberland in England gehört zu einer Denkmalgruppe, die erst vor kurzem als eigenständig erkannt und als „Enclosed Cremation Cemetery“  (deutsch „umwallter Feuerbestattungsplatz“) bezeichnet wurde. Da die Klassifizierung neu ist, werden die Definitionsmerkmale und die typologischen Differenzen noch entwickelt.
Die Denkmäler haben etwa Hengeform und bestehen aus einem ovalen oder runden Bereich, der von einem Wall und Graben umschlossen wird. Der Unterschied zum Henge ist die Lage des Walls außerhalb des Grabens. Wie bei den Henges kann der Graben durch Zugänge unterbrochen sein. Merkmal des Innenraums sind Gruben mit Leichenbrand, deren Verteilung, ebenso wie ihre Größe und Anzahl, variieren kann. In einigen Gruben wurden Grabbeigaben gefunden. Die Feuerbestattungen können auch als Schüttungen existieren. Die Datierung der Denkmäler ist unsicher, aber es wird angenommen, dass sie die Vorläufer der spätbronzezeitlichen Ring Cairns sind, was sie ins Endneolithikum datiert.
Der Enclosed Cremation Cemetery am Whinny Hill liegt nordöstlich der Kuppe des Hügels. Es ist keine Spur eines Grabens auszumachen, aber ein Wall von etwa 11,6 m Durchmesser und ein Bogen von Steinen, die den Wall bildeten, wurde im Nordwesten freigelegt. Auch dort, wo keine Steine gefunden wurden, war der Wall als Erhöhung sichtbar. Abgesehen vom Wall gibt es wenige Merkmale. Der Innenraum scheint ein wenig uneben zu sein, aber die Heide, auf der das Denkmal steht, hat eine natürlich Unebenheit. Das gesamte Gebiet um den Whinny Hill ist mit den niedrigen Cairns übersät und etwa 200 m entfernt im Südwesten liegt der Steinkreis von Whinny Hill.
Das bekannteste Beispiel für eine Enclosed Cremation Cemetery ist Stonehenge Phase 1. Es war jedoch mit einem Durchmesser von etwa 90,0 m viel größer und eventuell mit Standstein- oder Holzpfosten verbunden. Ein weiterer umwallter Feuerbestattungsplatz liegt in der Nähe des Loanhead of Daviot in Schottland. Sein Durchmesser ist dem vom Whinny Hill sehr ähnlich.